# The Missouri Breaks
The Missouri Breaks (en España, Missouri ) es una película estadounidense de 1976 dirigida por Arthur Penn y protagonizada por Marlon Brando y Jack Nicholson. El guion fue escrito por Thomas McGuane y la música fue compuesta por John Williams.
El título de la película se refiere a un área triste y muy accidentada del centro-norte de Montana (donde se rodó casi en su totalidad), y que, durante eones el río Misuri ha hecho innumerables cortes profundos en la tierra.

## Argumento
1880, Montana. El joven Tom Logan y sus cuatro acólitos son rustlers (ladrones de ganado). Para facilitar sus desplazamientos y guardar en secreto los animales que roban, deciden comprar un rancho que les servirá de base. Se autofinanzan a través del atraco a un tren y compran un pequeño rancho al lado de la inmensa propiedad de un ganadero. El vecino se llama David Braxton, un rico ganadero que se instaló en el sitio treinta años antes y que perpetúa la tradición de los juicios expeditivos contra los ladrones de ganado y de caballos.
Un juego del gato y el ratón empieza entre Braxton y Logan: el joven, haciéndose pasar por un pacífico granjero, roba el ganado del notable local y se acuesta con su única hija.

## Reparto
- Marlon Brando como Robert E. Lee Clayton
- Jack Nicholson como Tom Logan
- Randy Quaid como Little Tod
- Kathleen Lloyd como Jane Braxton
- Frederic Forrest como Cary
- Harry Dean Stanton como Cal
- John McLiam como David Braxton
- John Ryan como Si
- Sam Gilman como Hank Rate
- Steve Franken como Lonesome Kid
- Richard Bradford como Pete Marker
- James Greene como  ranchero de Hellsgate
- Luana Anders como esposa del ranchero de Hellsgate
- Danny Goldman como empleado de equipaje
- Hunter von Leer como Sandy